# サナイン修道院
サナイン修道院またはサナヒン修道院（アルメニア語: Սանահինի վանական համալիր、Սանահինի վանք）とは、10世紀から建築が始まったアルメニア使徒教会の修道院である。2000年に、拡張登録という形で同時代に建設されたハフパット修道院とあわせて、UNESCOの世界遺産に登録された。

## 概要
サナイン修道院は、アルメニア・ロリ地方のサナインに建立された。ハフパット修道院とほぼ同時期に建設が開始されたのも、アルメニアがアラブ人から解放され、独自の宗教文化を再興するのが目的であった。ハフパット修道院とともに、アルメニア使徒教会の中心の役割を果たし、最盛期には500人の学僧がここで学んだとされる。
とはいえ、12世紀のセルジューク朝、13世紀のモンゴル帝国の攻撃から耐えることは出来ず、彼らの支配下に入ったが、それでもなお、アルメニア使徒教会の中心の役割を果たし続けてきた。

## 建築物
サナイン修道院は、以下の建築物から構成されている。
- ハリハトス聖堂—10世紀に建設されたサナイン修道院の中核をなす聖堂であり、ドーム建築を特徴とする。
- 会堂—4本の柱が設けられた会堂で、会議、教育、宗教的儀式に用いられた。1181年の建造。ハリハトス聖堂の西側に位置する。
- Astvatzatzin教会—ハリハトス聖堂の北側に位置し、廊下で直結している。934年に、東ローマ帝国から逃れてきた僧によって建設された教会。
- 大図書館—ハリハトス聖堂の北東に位置する。1063年の建設。サナイン修道院をして、アルメニア使徒教会における研究の中心たらしめた場所。

## ギャラリー

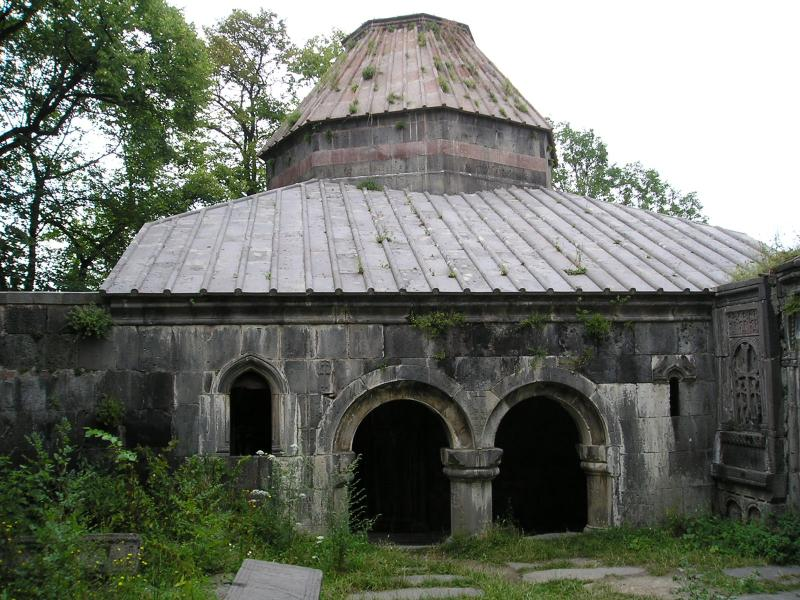
大図書館
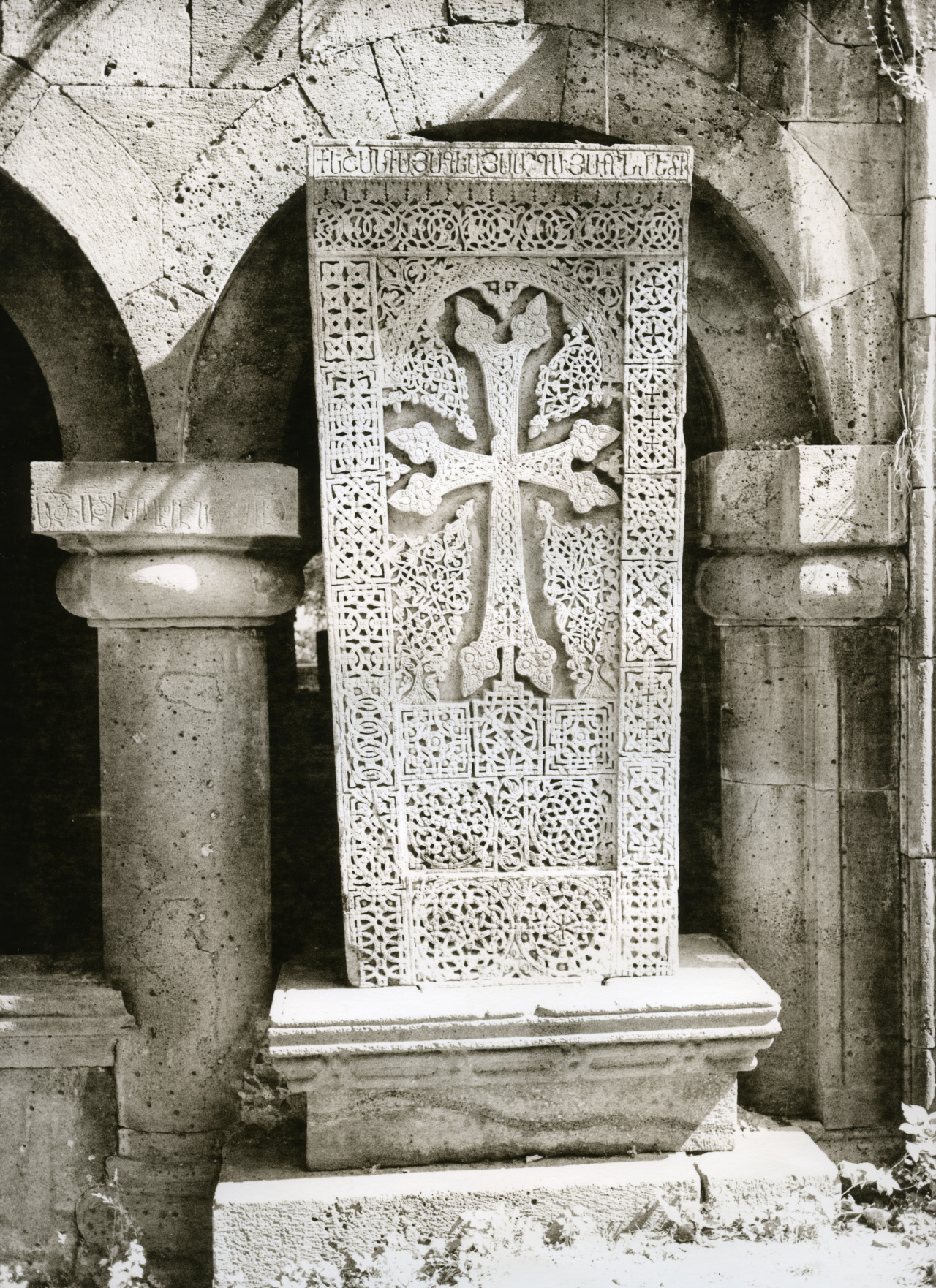
サナインの聖十字架
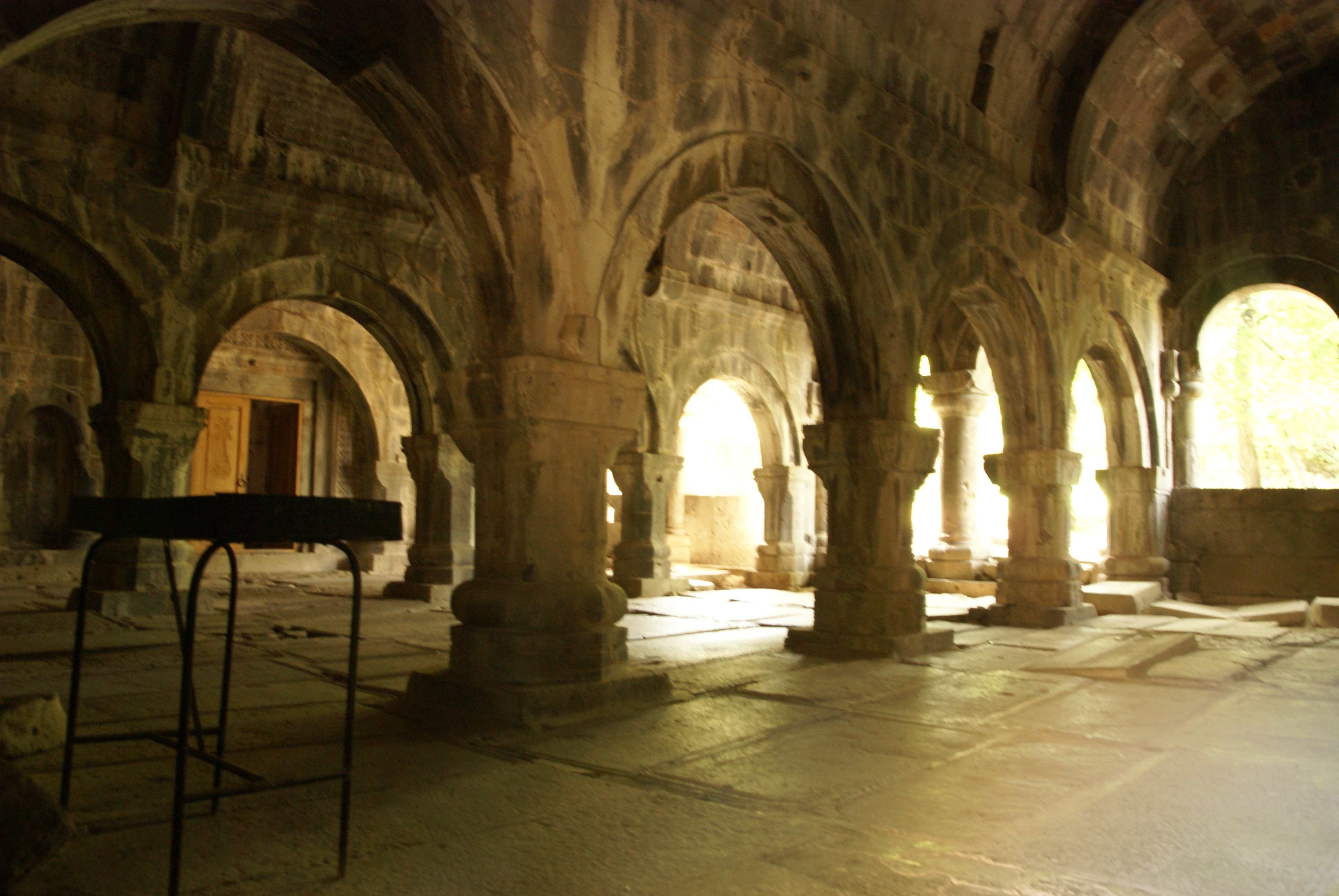
修道院内部